# Societat Geogràfica de Rússia

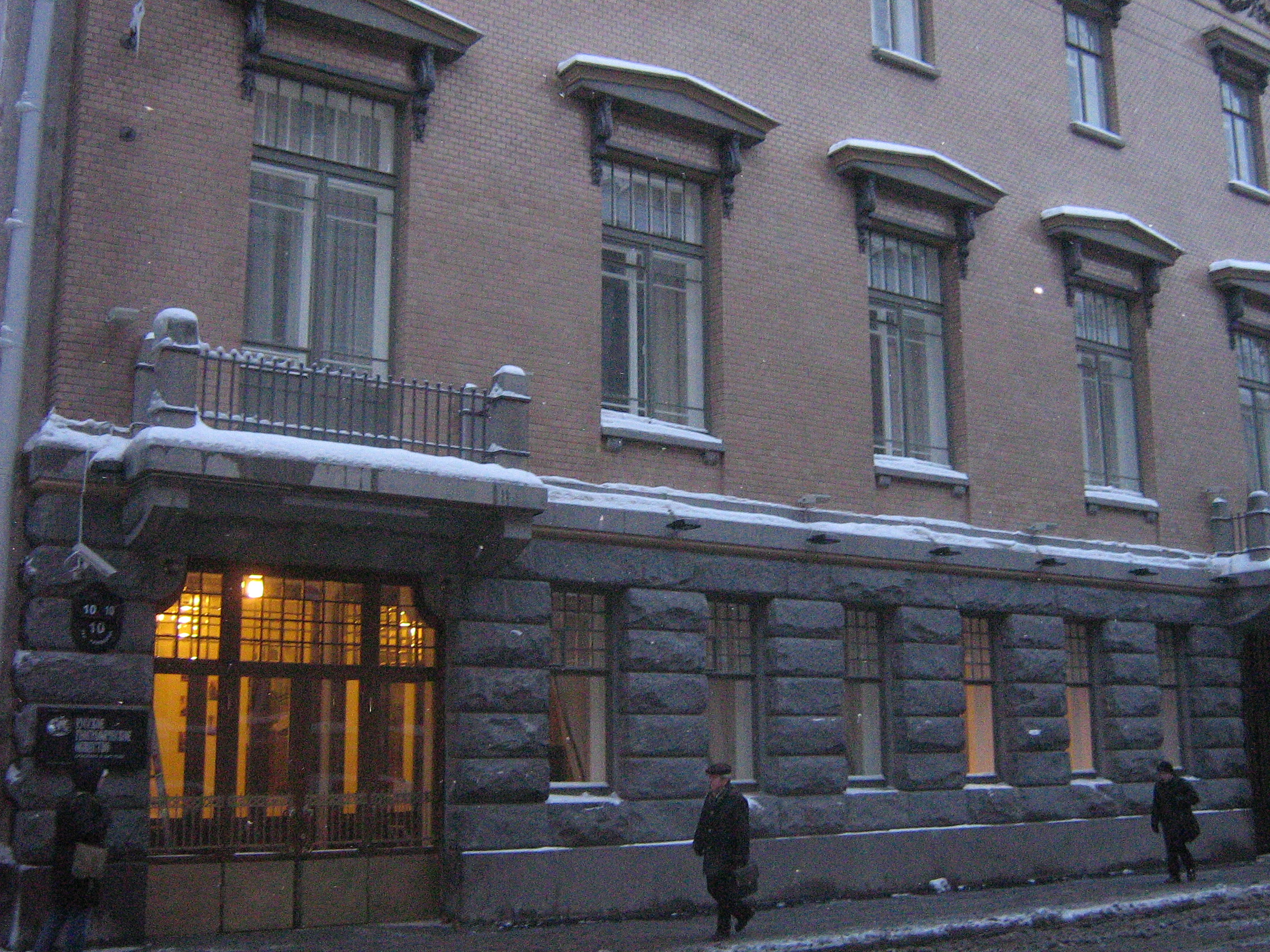
Seu de la Societat Geogràfica de Rússia

La Societat Geogràfica Russa (en rus: Ру́сское географи́ческое о́бщество «РГО») (RGO) és una societat d'ensenyament amb la seu a Sant Petersburg, Rússia. Promou l'exploració i la geografia amb programes de recerca científica que inclou l'oceanografia i l'etnografia.

## Història

### Societat Geogràfica Imperial
Aquesta societat va ser fundada el 6 d'agost de 1845 a Sant Petersburg. Amb anterioritat a la Revolució Russa de 1917, rebia el nom de Societat Geogràfica Imperial Russa.

### Membres fundadors
Els membres fundadors de la Societat Geogràfica Imperial Russa incloïen:
- Konstantín Arséniev
- Friedrich (Fyodor) von Berg
- Karl Ernst von Baer
- Ferdinand von Wrangel
- Mikhaïl Vrontxenko
- Gregor von Helmersen
- Vladímir Dal
- Peter (Piotr) von Köppen
- Adam Johann (Ivan) von Krusenstern
- Aleksei Levxin
- Fiódor Litke
- Mikhail Muravyov-Vilensky
- Vladímir Odoievski
- Vassil Alekséievitx Perovski
- Piotr Rikord
- Friedrich Georg Wilhelm (Vasily) von Struve
- Platon Txikhatxov

Els presidents oficials van ser el Gran Duc Constantí De Rússia el 1845-92 i el Gran Duc Nicolau Mikhàïlovitx de Rússia el 1892-1917, però en la pràctica estava dirigida pels Vice-Presidents: Fyodor Litke (1845–50, 1855–57), Mikhail Muravyov (1850–57), Pyotr Semyonov-Tyan-Shansky (1873–1914), i Yuly Shokalsky (1914–31).
Es van fundar societats filials al Caucas (1850), Irkutsk (1851), Vilnius (1867), Orenburg (1868), Kíev (1873), Omsk (1877), i altres ciutats.
Aquesta societat va organitzar les expedicions de Richard Maack, Pyotr Kropotkin, Semyonov-Tyan-Shansky, Nikolai Przhevalsky, Nikolai Miklukho-Maklai, Pyotr Kozlov, Vladimir Obruchev, i Lev Berg. Va ajudar a muntar la primera estació polar de Rússia i va ser la primera a publicar estudis detallats del folklore rus i ucraïnès.
Aquesta societat va explorar el nor dels Urals el 1847-50, el riu Amur en 1854-63, de les grans extensions de Kashgaria, Jungària, i Mongòlia des de la dècada de 1870.
L'any 1917 la RGO estava composta d'11 subdivisions i de 1.000 membres.

### Societat geogràfica de Tota la Unió

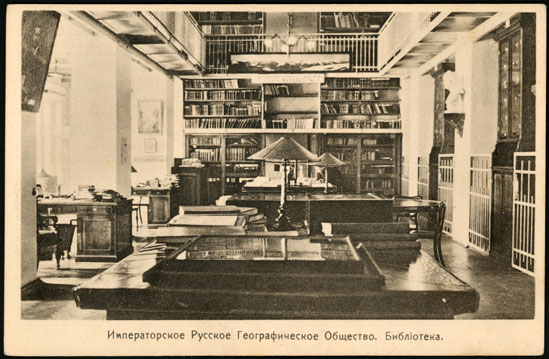
Biblioteca de la RGO el 1916.

Aquesta societat va canviar el seu nom pel de Societat Geogràfica de l'Estat el 1926 i pel de Societat geogràfica de l'URSS el 1938. Després de Shokalsky els seus presidents van ser el genetista Nikolai Vavílov (1931–40), el zoòleg Lev Berg (1940–1950), el parasitòleg Evgeny Pavlovsky (1952–64), el glaciòleg Stanislav Kalesnik (1964–77) i l'explorador polar Aleksei Treshnikov (1977–91). cap a 1970, havia publicat més de 2.000 volums de geografia, inclosos els anuaris Zapiski (des de 1846) i Izvestiya (des de 1865).

### Era postsoviètica
Aquesta societat va reprendre el seu nom original després de la dissolució de la Unió soviètica el 1991.
El setembre de 2010, Albert II, Príncep de Mònaco va ser fet membre honorari d'aquesta societat.
Des de 2002 aquesta societat patrocina una base anual sobre el gel a l'àrtic, Camp Barneo.
El 2012 dirigida pel membre de la societat, Semyon Grigoriev, la RGO va patrocinar l'expedició, que va descobrir a una illa siberiana les restes relativament ben conservades d'un mamut cosa que va permetre descodificar el seu ADN i hipotèticament, fer-ne la clonació.

## Divisions
- Departament de Geografia física
- Departament de Geografia matemàtica
- Departament d'Etnografia
- Departament d'Estadística